# Ribonucléase T1
La ribonucléase T1 est une endonucléase fongique qui catalyse le clivage de l'ARN monocaténaire à la suite des résidus de guanosine, c'est-à-dire sur leur côté 3’. La variété la mieux connue de cette enzyme est celle issue d’Aspergillus oryzae, une moisissure. En raison de sa spécificité pour les résidus de guanosine, la RNase T1 est souvent utilisée pour digérer l'ARN dénaturé préalablement à son séquençage. Tout comme la barnase et la ribonucléase A, la ribonucléase T1 a été l'objet de très nombreuses recherches sur le repliement des protéines.
La RNase T1 est une petite protéine α+β de 104 résidus d'acides aminés ayant un feuillet β à quatre brins couvrant une longue hélice α (près de cinq tours). Elle possède deux ponts disulfure, entre les paires de résidus de cystéine Cys2-Cys10 et Cys6-Cys103, dont la seconde contribue davantage à la stabilité du repliement de la protéine. La réduction complète des deux disulfures a généralement pour effet de déplier la protéine, bien que le repliement puisse être rétabli par une forte concentration saline.